# Bisonbaai
De Bisonbaai (of Bizonbaai) is een voormalig zandwingat in de Ooijpolder, nabij de Waal ten noorden van Ooij en ten oosten van Groenlanden. Tegenwoordig wordt de Bisonbaai veelal gebruikt als zwemwater en staat het bekend om zijn naaktstrand. Langs de kust van de "baai" grazen geïntroduceerde gallowayrunderen en konikpaarden. Voor de naamgeving is geen eenduidige verklaring.
In februari 2016 werd de Bisonbaai tijdelijk afgesloten vanwege hoogwater. Het doel van de afsluiting was om de fauna in het gebied te beschermen; het toelaten van mensen in het gebied zou stress kunnen veroorzaken bij de dieren in en nabij de Bisonbaai.